# 286년

## 연호
- 서진(西晉) 태강(太康) 7년

## 기년
- 서진(西晉) 무제(武帝) 22년
- 신라(新羅) 유례 이사금(儒禮泥師今) 3년
- 고구려(高句麗) 서천왕(西川王) 17년
- 백제(百濟) 고이왕(古爾王) 53년 / 책계왕(責稽王) 원년

## 사건
- 고구려, 왕위를 찬탈하려는 일우와 소발이 처형됨.
- 백제, 고이왕 세상을 떠남.  책계왕 왕의 자리에 오름.

## 사망
- 백제(百濟) 8대 왕 고이왕(古爾王)